# Lingua spagnola in Cile

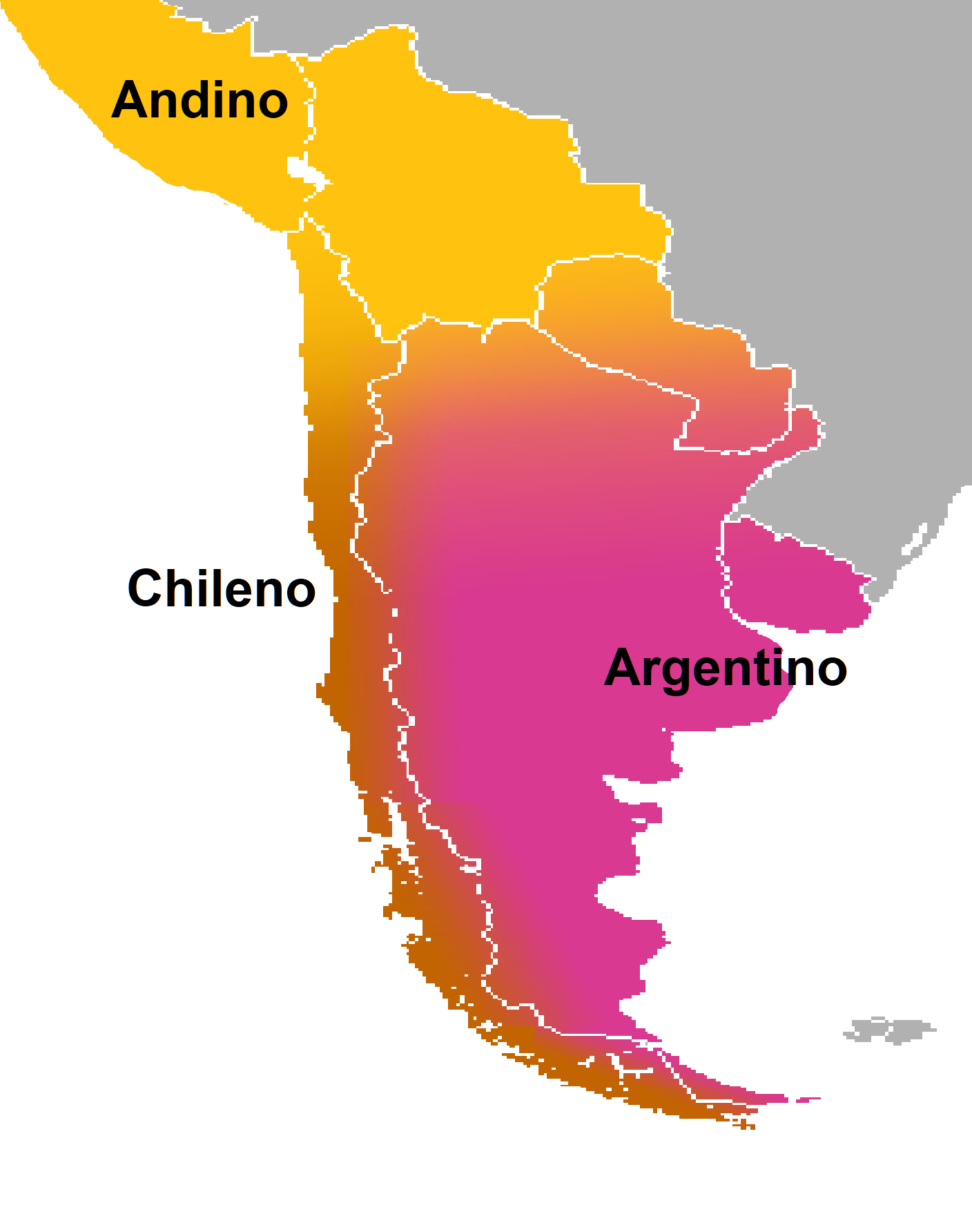
Carta schematica dei dialetti spagnoli parlati nella zona australe del Sudamerica. Non sono segnalate le varianti regionali, ma le sfumature di colore indicano le commistioni fra i tre dialetti: spagnolo cileno, spagnolo argentino (o rioplatense) e spagnolo andino (o delle terre alte).

La somiglianza fra i dialetti ispanoamericani e quello andaluso ha diffuso già a partire dalla fine del Seicento la convinzione di una filiazione diretta del cosiddetto "spagnolo atlantico" da quello parlato nel sud della Spagna. Tuttavia questa ipotesi è oggi generalmente rifiutata dai filologi che giudicano indimostrato il presupposto su cui si basa, e cioè la netta prevalenza di spagnoli di origine andalusa fra quanti parteciparono alla colonizzazione delle Americhe, e lo ritengono tutt'al più un'utile spiegazione delle somiglianze esistenti fra linguaggi "fratelli".
Il fatto che somiglianze si riscontrino anche con varietà della lingua spagnola geograficamente distanti come quella parlata nelle Isole Canarie dimostrerebbe invece che il cileno, allo stesso modo degli altri idiomi ispanoamericani, non è figlio di un particolare dialetto iberico. Allo stesso tempo, è fin troppo ovvio che la prossimità geografica giustifica l'abbondanza di affinità con il dialetto rioplatense.
La lingua spagnola in Cile, o più semplicemente lo spagnolo cileno, è una varietà della lingua castigliana ampiamente e reciprocamente comprensibile rispetto allo spagnolo "standard", da cui tuttavia si distingue sia per la pronuncia sia per la grammatica e il lessico. Le differenze sono più evidenti nel linguaggio popolare e informale, mentre nello scritto e nel parlato "ufficiale" (linguaggio legale, amministrativo, discorsi pubblici in genere e simili) tendono ad attenuarsi.
Anche se non riconosciuta come tale, è di fatto la lingua ufficiale del Cile ed è parlata dalla quasi totalità dei cileni. In realtà la sua diffusione non è uniforme in tutto il paese dove, al nord, prevale il dialetto andino e, a sud (arcipelago di Chiloé), quello chilote, mentre lungo il confine argentino (in particolare nella regione di Cuyo e, in misura minore, in Patagonia) si registrano influenze vicendevoli con il rioplatense.

## Pronuncia
Fra le principali caratteristiche fonetiche dello spagnolo cileno, presenti anche in altri dialetti castigliani, vanno ricordate:
- l'aspirazione del fonema /s/ in fine di sillaba. Ad esempio, estas manos si pronuncia ['eh.tah 'mã.noh].[8] L'aspirazione, talvolta evitata nel linguaggio formale, produce un'inflessione simile a quella andalusa;
- il passaggio della /d/ intervocalica, in particolare nelle desinenze -ado e -ada, al suono della fricativa dentale sonora [ð] o, più comunemente, della consonante approssimante dentale [ð̞], fino a giungere spesso all'elisione.[8] Così, salado si pronuncia [sa'la.ð̞o] o [sa'la.o] e salada [sa'la.ð̞a] o [sa'la:]. Anche in questo caso, il fenomeno è diffuso nel linguaggio colloquiale e richiama il dialetto andaluso;
- la prostesi della fricativa velare sonora [ɣ] davanti ai dittonghi /wa/ e /we/. Ad esempio, huaso si pronuncia ['ɣwa.so] ("guaso"), huevo ['ɣwe.β̞o] ("güevo");
- la neutralizzazione fra le consonanti fricativa alveolare sorda [s] e fricativa dentale sorda [θ] a favore della prima, per cui non si avverte più alcuna distinzione fra la s (/s/) e la z (/θ/). In tal modo la pronuncia della z e della c di ce e ci suona sempre come una s e produce alcuni casi di omofonia (casa - caza, cima - sima, cocer - coser, ad esempio). Il fenomeno, noto come seseo, è originario dell'Andalusia ed è diffuso in tutti i dialetti ispanoamericani;[9]
- la fusione dei fonemi approssimanti palatali /j/ (semivocale rappresentata dalla y) e /ʎ/ (consonante laterale rappresentata da ll) in genere a favore del primo, con la conseguente produzione di alcuni omofoni (come baya - valla - vaya, calló - cayó, holló - oyó); tuttavia anche la pronuncia della fricativa palatale sonora [ʝ] è ben diffusa in tutto il Cile, soprattutto al nord. Il fenomeno, noto come yeísmo, è comune ma non esclusivo della maggior parte dei dialetti ispanoamericani;[10]
- la pronuncia del gruppo tr- con l'affricata retroflessa sorda; inflessione ritenuta un tempo volgare, è oggi diffusa in tutte le classi sociali.[8] Fra Ottocento e Novecento, il linguista Rodolfo Lenz[11] e i suoi seguaci "indigenisti" sostenevano la derivazione di questo suono dalla lingua mapudungun, mentre per l'altro celebre filologo Amado Alonso il fenomeno era invece comune anche al dialetto andino e allo spagnolo di Paraguay, Costa Rica e Messico.[12]
- la palatalizzazione delle occlusive e fricative velari sorde e sonore /k/, /ɡ/, /x/ e /ɣ/ davanti alle vocali e ed i, con la corrispondente trasformazione in [c], [ɟ], [ç] e [ʝ]. Così queso è pronunciato ['ce.so], guitarra [ɟi't̪a.ɹa], jefe ['çe.fe];[13]
- il passaggio dal fonema affricato postalveolare sordo /t͡ʃ/ (la cosiddetta c dolce) alla corrispondente fricativa [ʃ] (il suono sc)per cui, ad esempio, Chile viene pronunciato ['ʃiːle]). È un'inflessione tipica e deprecata degli strati meno colti della popolazione e delle zone rurali.[8] Le classi più elevate tendono a pronunciarlo come l'affricata alveolare sorda [t͡s] o la dentale sorda anteriorizzata [t̪ˢ] e, per un fenomeno di ipercorrettismo, viene modificato anche quando la pronuncia [ʃ] sarebbe esatta (il termine sushi [suʃi], ad esempio, viene pronunciato erroneamente da molti come suchi [sut̠͡ʃi]);
- l'utilizzo della fricativa labiodentale sonora [v] come allofono del fonema /b/.[14] Diversamente dagli altri paesi di lingua spagnola, in Cile questo allofono non è importato, ma nato e cresciuto con il dialetto stesso ed è presente in tutti i livelli sociali.

## Grammatica e sintassi
Come nella pronuncia, così anche nella grammatica lo spagnolo cileno presenta alcune caratteristiche comuni a vari altri dialetti castigliani:
- lo scarso utilizzo delle forme verbali al futuro, sostituite dalla perifrasi ir a + il verbo all'infinito, costruita quindi come il "futuro perifrastico" spagnolo, ma con un impiego più simile al futur proche o futur périphrastique francese (Je vais manger, "vado a mangiare = mangerò"). Ciò comporta spesso lo scambio del futuro con il presente; ad esempio, la frase iré al cine mañana ("andrò al cinema domani") diventa voy [a ir] al cine mañana ("vado [ad andare] al cinema domani"). Il fenomeno è comune alla maggioranza dei dialetti spagnoli;
- l'uso del pronome di seconda persona plurale ustedes, ma coniugato alla terza persona plurale, come in ustedes saben lo que podría pasar, "voi/loro sanno cosa potrà accadere". Il fenomeno è comune a tutti i dialetti ispanoamericani;
- la ripetizione inutile dei pronomi personali me, te, se, lo, la e le prima e dopo il verbo come, ad esempio, in Me voy a irme, Lo vine a buscarlo, Se va a caerse o Te las voy a dártelas. Queste forme pleonastiche sono considerate indice di scarsa cultura (esattamente come le espressioni italiane "A me mi piace" o "Te tu sei");
- la diffusione generalizzata del cosiddetto queísmo (soppressione della preposizione de davanti alla congiunzione que, come in Me alegro que te vayas anziché Me alegro de que te vayas), mentre è socialmente deprecato il fenomeno opposto, il dequeísmo (che aggiunge la preposizione de davanti a que anche dove non ci vorrebbe);[15]
- la tendenza, nel linguaggio popolare, a far coincidere le coniugazioni dell'imperativo di alcuni verbi con la terza persona singolare dell'indicativo. Così, ad esempio, l'imperativo di poner è pon, ma anche pone, quello di hacer è haz oppure hace, quello di salir è sal o sale;
- lo scarso impiego dell'aggettivo possessivo nuestro/nuestra, generalmente sostituito da de nosotros, come in ándate a la casa de nosotros anziché ándate a nuestra casa;

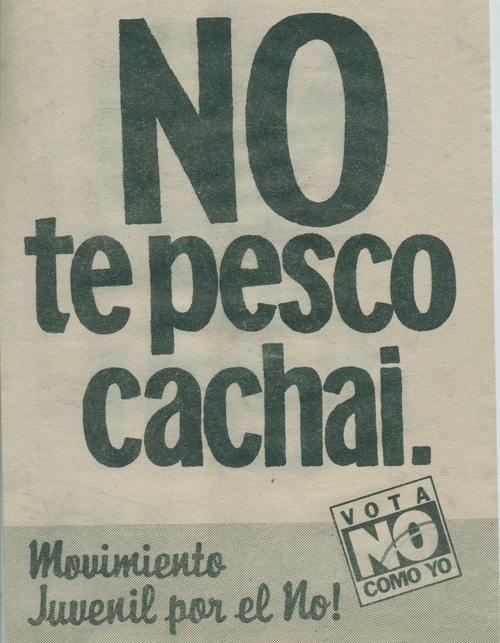
Volantino che invita a votare "no" al referendum cileno del 1988 (sulla prosecuzione o meno della dittatura di Pinochet), in cui compare il tipico termine colloquiale del voseo verbale cileno cachái ("capisci?").

- il fenomeno del voseo nel linguaggio familiare, cioè l'utilizzo del pronome di seconda persona singolare vos (il cosiddetto voseo pronominale) con le sue forme verbali (chiamate voseo verbale), al posto del pronome tú (da cui viene invece il termine contrapposto di tuteo). I modi d'impiego del voseo variano sia in base alla condizione sociale dei parlanti sia nelle diverse regioni del paese, ma soprattutto dipendono dal diverso grado di familiarità tra chi lo usa: si va perciò dal più compassato tú caminas all'estremamente confidenziale vos caminái (usato talora anche in senso spregiativo), passando per la forma intermedia di cordialità tú caminái (che conserva il più rigido tú, ma lo combina con la forma verbale caminái, sufficiente a rendere amichevole la frase).[16]

## Lessico
Fra le tipiche parole del linguaggio colloquiale cileno, si possono ricordare:
- altiro o al tiro: "immediatamente"[17]
- bacán: "impressionante", "spettacolare"
- brígido: termine con varie accezioni, da "pericoloso" a "stravagante", da "difficile" a "esagerato",  "precario", "improbabile", "strampalato".
- ¿cachái?: "capisci?", "capito?"[18]
- cahuín: termine derivato dalla lingua mapudungun (banchetto o festa disordinata, talora con eccessi fino all'ubriachezza) che ha assunto il significato di "gossip" o "pettegolezzo" maligno di più persone, ma anche quello di "bottiglia" o di "baldoria"
- cochayuyo: tipo di alghe commestibili del Cile e della Nuova Zelanda (Durvillaea antarctica)
- confort: "carta igienica"
- cuático: "diverso", "strano", e perciò "speciale", "raro"
- fome: "senza attrattive", "noioso", "facile"[19]
- guarén: "ratto grigio" o "ratto delle chiaviche"
- huevón: un tempo sinonimo di "lento" (sia di movimenti sia di cervello), ha ora assunto un significato più generico e familiare di "persona", spesso con valenza peggiorativa
- humita: è un piatto andino a base di farina di mais, simile al tamale messicano
- pololo: partner nel senso sentimentale o "moscone" che fa la corte a una donna; indica anche vari tipi di coleotteri[20] e, in certi casi, un lavoro occasionale o temporaneo
- talla: "scherzo", "divertimento".